# Dominican University (Illinois)
Dominican University – prywatny uniwersytet usytuowany w River Forest w stanie Illinois, USA. Założony przez  Samuela Charlesa Mazzuchelli w 1848 roku pod nazwą  St. Clara Academy. Nazwa została później zmieniana aby odzwierciedlić charakter szkoły - katolicka, prowadzona przez zakon sióstr dominikanek.
Dominican University składa się z 5 szkół:
- Rosary College of Arts and Sciences
- Graduate School of Library and Information Science
- Brennan School of Business
- School of Education
- Graduate School of Social Work.